# Berlin-Wilhelmstadt
Berlin-Wilhelmstadt [ˈvɪlhɛlmˌʃtat]  est un des neuf quartiers de l'arrondissement de Spandau de l'ouest de la capitale allemande. Il était à l'origine une partie de l'ancienne ville autonome de Spandau, intégrée à Berlin lors de la réforme territoriale du Grand Berlin en 1920, et a pris le nom de l'empereur Guillaume Ier (en allemand : Wilhelm I.) en 1897.
Le quartier a acquis une notoriété internationale grâce à l'ancienne prison de Spandau où sept anciens dignitaires nazis condamnés à l'incarcération par le tribunal de Nuremberg purgèrent leurs peines. L'établissement fut entièrement rasé en 1987.

## Géographie

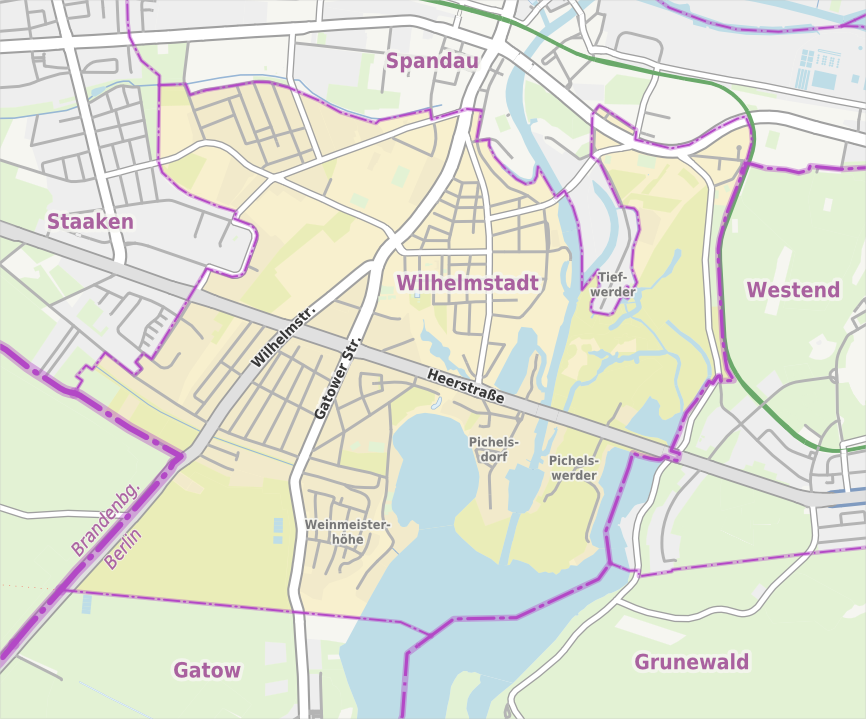
Carte de Wilhelmstadt et des quartiers limitrophes.

Le quartier se situe au sud de la vieille ville de Spandau, sur la rive ouest de la Havel. Vers l'ouest, Wilhelmstadt confine aux quartier de Staaken ; au sud, il est limitrophe de Gatow. À l'est il confine à l'arrondissement de Charlottenbourg-Wilmersdorf et au sud-ouest la frontière de la cité de Berlin le sépare du land de Brandebourg. 
La Bundesstraße 2 et la Bundesstraße 5 traversent le quartier. L'ensemble résidentiel se compose de immeubles collectifs et de maisons unifamiliales dans la partie sud.

## Population
Le quartier comptait 41 025 habitants le 1er janvier 2017 selon le registre des déclarations domiciliaires, c'est-à-dire 3 936 hab./km2.

## Personnalités
- Emmy Zehden (1900-1944), opposante au régime nazi, a vécu ici.